# Cyrtopogon jakutensis
Cyrtopogon jakutensis là một loài ruồi trong họ Asilidae. Cyrtopogon jakutensis được Lehr miêu tả năm 1998. Loài này phân bố ở vùng Cổ Bắc giới.